# Pierre Riché
Pour les articles homonymes, voir Riché.
Ne doit pas être confondu avec Pierre Richet.
Pierre Riché, né à Paris le 4 octobre 1921 et mort le 6 mai 2019 à Ivry-sur-Seine, est un historien français spécialiste du haut Moyen Âge et de la période de l’an mille.

## Biographie
Après des études à la faculté des lettres de Paris, il passe l'agrégation d'histoire en 1948, et enseigne au lycée de Constantine (Algérie) puis au Mans. En 1953, il est nommé assistant à la Sorbonne.
De 1957 à 1960 Pierre Riché enseigne comme maître-assistant à Tunis, avant de rejoindre l'université de Rennes. En 1962, il obtient son doctorat ès lettres avec une thèse sur Éducation et culture dans l'Occident barbare. Il est ensuite nommé professeur à la faculté des lettres de Nanterre en octobre 1967 ; il y fonde en 1968 le Centre de recherches sur l'Antiquité tardive et le haut Moyen Âge. Il prend sa retraite en 1989.
En 2008, il publie ses souvenirs sous le titre "C'était un autre millénaire, souvenirs d'un professeur de la communale à Nanterre".
Pierre Riché meurt le 6 mai 2019 à Ivry-sur-Seine, à l’âge de 97 ans.
Il est le père du journaliste Pascal Riché.

## Récompenses et distinctions

### Prix
- Prix Gobert 1963 de l’Académie des inscriptions et belles-lettres
- Prix Georges-Goyau 1974 de l’Académie française
- Prix du Baron-de-Courcel 1988 de l’Académie française
- Prix Eugène-Colas 2007 de l’Académie française[6]

### Décorations
- Chevalier de la Légion d'honneur (2000)[7]

## Publications
Liste non exhaustive
- Charlemagne, raconté par Pierre Riché. Perrin, 1996
- La vie des enfants au Moyen Âge, Sorbier, coll. « La vie des enfants… », 2005 (avec Danièle Alexandre-Bidon)
- Henri-Irénée Marrou, historien engagé, Cerf, 2003
- Les Invasions barbares, PUF, coll. « Que sais-je ? », 1953; 2003 (avec Philippe Le Maître)
- L'Europe de l'an mil, Éditions Zodiaque, 2001
- Écoles et enseignement dans le haut Moyen Âge, Picard, 2000
- Les grandeurs de l'An Mille, éditions Bartillat, 1999
- Dictionnaire des Francs. Les temps mérovingiens, Christian de Bartillat, 1999 (avec Patrick Périn)
- Les Carolingiens, Hachette, coll. « Pluriel », 1997
- Éducation et culture dans l'Occident barbare : VIe et VIIIe siècles, Seuil, coll. « Points Histoire », 1995 (4e édition)
- Césaire d'Arles, De l'Atelier, 1989
- L'Europe barbare de 476 à 774, SEDES, Paris, 1989
- Gerbert d'Aurillac : Le Pape de l'an mil, Fayard, 1987
- Abbon de Fleury, un moine savant et combatif, Brepols, 2004
- Grandeur et faiblesse de l'Église au Moyen Âge, Cerf, 2006
- Des nains sur des épaules de géants : maître et élèves au Moyen Âge, Tallandier, 2006
- C'était un autre millénaire, souvenir d'un professeur de la communale à Nanterre, Tallandier, 2008